# 黒川和伸
黒川 和伸（くろかわ かずのぶ、1979年11月27日 - ）は、日本の合唱指揮者。現在15の合唱団にて指揮者を務める。千葉県合唱連盟理事。松戸市合唱連盟理事長。日本合唱指揮者協会会員。

## 経歴
千葉県市川市出身。市川市立南行徳中学校時代に合唱部に所属し、NHK全国学校音楽コンクール、全日本合唱コンクールでの優勝を経験。千葉大学教育学部音楽科および東京藝術大学音楽学部声楽科卒業、東京藝術大学大学院音楽研究科修士課程（音楽教育専攻）修了。声楽を多田羅迪夫、福島明也に、指揮法を高階正光、樋本英一に、合唱指揮をアントン・トレムメルに師事。
井上道義指揮、東京藝術大学創立120周年藝大定期グリーグ「ペール・ギュント」にて合唱指揮を担当し、コーラスマスターとしてデビュー。
高関健指揮、同大学演奏藝術センター・音楽学部主催グルック「オルフエウス」（森鷗外訳）合唱副指揮をはじめ、これまでにシャルパンティエ「真夜中のミサ」、バッハ「ヨハネ受難曲」「マタイ受難曲」「ロ短調ミサ」、ヘンデル「メサイア」、モーツァルト「フィガロの結婚」「ドン・ジョヴァンニ」「レクイエム」「戴冠式ミサ」、ベートーヴェン「第九」、ブラームス「ドイツ・レクイエム」、ヨハン・シュトラウス2世「こうもり」、ビゼー「カルメン」、フォーレ「レクイエム」、ホルスト「惑星」、オルフ「カルミナ・ブラーナ」などの合唱指導を担当し、コーラスマスターとしての研鑽を積んでいる。近年は合唱付きオーケストラ作品も指揮し、レパートリーを拡げている。

## 主な受賞歴
- 「第3回声楽アンサンブルコンテスト全国大会 一般部門」第1位、金賞（VOCE ARMONICA）
- 「第64回全日本合唱コンクール全国大会 一般Aグループ」銅賞（VOCE ARMONICA）
- 「第66回全日本合唱コンクール全国大会 一般混声合唱の部」銀賞（VOCE ARMONICA）
- 「第68回全日本合唱コンクール全国大会 一般混声合唱の部」銀賞（VOCE ARMONICA）
- 「第69回全日本合唱コンクール全国大会 一般混声合唱の部」銀賞（VOCE ARMONICA）
- 「第70回全日本合唱コンクール全国大会 一般混声合唱の部」金賞、およびカワイ奨励賞（VOCE ARMONICA）
- 「第71回全日本合唱コンクール全国大会 一般混声合唱の部」金賞（VOCE ARMONICA）
- 「第72回全日本合唱コンクール全国大会 一般混声合唱の部」金賞（VOCE ARMONICA）
- 「第40回全日本おかあさんコーラス全国大会」ひまわり賞（女声アンサンブルDolce）
- 「第45回全日本おかあさんコーラス全国大会」ひまわり賞(ネージュ)
- 「第14回声楽アンサンブルコンテスト全国大会一般部門」第1位、金賞（choeur premier）

## 著作
- 黒川和伸『超一流の指揮者がやさしく書いた合唱指導の本（中学校音楽サポートBOOKS）』2017年、明治図書出版、ISBN 978-4182362194
- 黒川和伸『超一流の指揮者がやさしく書いた合唱の練習メニュー（中学校音楽サポートBOOKS）』2019年、明治図書出版、ISBN 978-4182624261

## 社会的活動
- 2011年5月4日 - 京葉銀行文化プラザ音楽ホールにて、作曲家の千原英喜の監修、出演による「千原英喜合唱作品展 『千原英喜・個展』」を企画開催。
- 2012年5月26日 - 千葉市美浜文化ホールにて、千原英喜を招き合唱講習会と合唱祭「project supernova 合唱フェスティバル2012」を企画開催。
- 2013年3月11日 - ザルツブルク・モーツァルテウム大ホールにおけるコンサートにて、日本の合唱作品（髙田三郎「水のいのち」、源田俊一郎「ふるさとの四季」、千原英喜「宮沢賢治の最後の手紙」、新実徳英「つぶてソング」）を演奏。
- 2013年5月4日 - 「project supernova 現代邦人作曲家・個展シリーズvol.4『木下牧子・個展 ～歌曲の世界・合唱の世界～』」 を企画開催。
- 2014年 - 千原英喜に混声合唱組曲「新東海道中膝栗毛」を委嘱。
- 2014年6月1日 - 「ちばユース合唱団2014」演奏会を指揮。
- 2015年7月1日 - ベルリン・フィルハーモニーホールにおけるコンサートにて日本の合唱作品（髙田三郎「水のいのち」、源田俊一郎「ホームソングメドレー」）を演奏。
- 2016年7月2日 - 京葉銀行文化プラザ音楽ホールにて、作曲家アリエル・キンタナと日米合唱団のジョイントコンサート「Sing with Ariel Quintana & La Sierra University Chamber Singers」を企画開催。